# Zamojski Festiwal Kultury „arte, cultura, musica e…”
Zamojski Festiwal Kultury „arte, cultura, musica e…” – cykliczna impreza muzyczna, odbywająca się w Zamościu od 2007 roku. Do 2010 roku miała na celu upamiętnienie zamościanina Marka Grechuty i odbywała się pod nazwą Zamojski Festiwal Kultury im. Marka Grechuty. W 2011 festiwal odbył się pod nazwą Zamojski Festiwal Kultury. W związku z roszczeniami Danuty - wdowy po Marku festiwal zmienił swój charakter. Od VI edycji w 2012 roku w wyniku połączenia z Festiwalem Kultury Włoskiej „arte, cultura, musica e…”  jest realizowany pod obecną nazwą.

## Historia

### I Zamojski Festiwal Kultury im. Marka Grechuty - 2007
7 września

Koncert Artyści Jazzowi Markowi Grechucie

wystąpili:
- Quintet Wojciecha Majewskiego
- Dorota Miśkiewicz
- Marek Bałata
- Janusz Szrom
- Big Band Waldemara Skóry
- Orkiestra Symfoniczna im. Karola Namysłowskiego

Prowadzenie: Paweł Sztompke
8 września 

Koncert Największe Przeboje Marka Grechuty

wystąpili:
- Hanna Banaszak
- Ewa Bem
- Jacek Borkowski
- Stanisław Sojka
- Sambor Dudziński
- Chór Alla Polacca
- Chór Lechici
- Zespół VOX z towarzyszeniem zespołu ONI
- Orkiestra Symfoniczna im. Karola Namysłowskiego
- "Pierwszy taki kwintet" (Michał Ważny, Paulina Korga, Karolina Chmiel, Joanna Szajdek, Karina Kubas) – laureat czerwcowego konkursu na interpretacje piosenek Marka Grechuty
- Karolina Podhajny - wyróżniona w konkursie na interpretacje piosenek Marka Grechuty
- Łukasz Zwolan i Klaudia Baca - duet wyróżniony w konkursie na interpretacje piosenek Marka Grechuty

Prowadzenie: Magda Umer

### II Zamojski Festiwal Kultury im. Marka Grechuty - 2008
6 września

wystąpili: 
- Grzegorz Turnau z zespołem
- Dorota Miśkiewicz
- Laureaci I konkursu wokalnego im. Marka Grechuty- Jagoda Kurpios i Mariusz "Oziu" Orzechowski
- Orkiestra Symfoniczna im. Karola Namysłowskiego

Prowadzenie: Paweł Sztompke 

7 września 

wystąpili: 
- Andrzej Sikorowski z córką Mają
- Magdalena Wojnarowska
- Janusz Kotlarski
- Jakub Badach
- Laureaci I konkursu wokalnego im. Marka Grechuty- Agnieszka Grochowicz, Agata Kusek, Natalia Rycek, Agata Seidel
- Orkiestra Symfoniczna im. Karola Namysłowskiego

Prowadzenie: Magda Umer

### III Zamojski Festiwal Kultury im. Marka Grechuty - 2009
4 września

wystąpili młodzi wokaliści wyróżnieni w II Ogólnopolskim Konkursie Wokalnym im. Marka Grechuty - Zamość 2009:
- Ewa Cieślak
- Joanna Możdżan
- Agata Seidel
- Weronika Wronka
- Krystian Grzesik

Prowadzenie: Jan Poprawa
5 września

wystąpili:
- Krystyna Prońko
- Anna Serafińska
- Wojciech Myrczek
- Orkiestra Symfoniczna im. Karola Namysłowskiego
- dyrygenci: Zbigniew Graca i Tadeusz Wicherek

Prowadzenie: Paweł Sztompke
6 września

wystąpili:
- Grzegorz Wilk
- Zespół "Dzień Dobry"
- Zespół Zakopower
- Elżbieta Adamiak
- Jarosław Chojnacki
- Orkiestra Symfoniczna im. Karola Namysłowskiego
- dyrygent: Tadeusz Wicherek
- Joanna Kaszta - 1-sze miejsce w II Ogólnopolskim Konkursie Wokalnym im. Marka Grechuty - Zamość 2009
- Agata Kusek - ex aequo 2-gie miejsce w II Ogólnopolskim Konkursie Wokalnym im. Marka Grechuty - Zamość 2009
- Ewa Nowak - ex aequo 2-gie miejsce w II Ogólnopolskim Konkursie Wokalnym im. Marka Grechuty - Zamość 2009

Prowadzenie: Zbigniew Lech Nowicki

### IV Zamojski Festiwal Kultury im. Marka Grechuty - 2010
10 września

Koncert Wieczór z Markiem Grechutą

w wykonaniu laureatów III Ogólnopolskiego Konkursu Wokalnego im. Marka Grechuty w Zamościu:
- Barbara Broda-Malon
- Ewa Cieślak
- Barbara Gąsienica Gewont
- Agata Grześkiewicz
- Maria Jankowska
- Agata Kusek
- Agata Struzik
- Mateusz Bieryt
- Jasiek Kusek - fortepian

Prowadzenie: Jan Poprawa
11 września

Koncert

Opracowanie muzyczne: Znigniew Małkowicz

wystąpili: 

- Barbara Broda-Malon
- Ewa Cieślak
- Barbara Gąsienica Gewont
- Agata Grześkiewicz
- Agata Struzik
- Mateusz Bieryt
- Marcin Różycki
- zespół Plateau
- Orkiestra Symfoniczna im. Karola Namysłowskiego
- dyrygent: Tadeusz Wicherek

12 września

Koncert galowy

wystąpili:
- Marta Bizoń
- Olga Bończyk
- Katarzyna Jamróz
- Emilia Kos
- Beata Rybotycka
- Katarzyna Zielińska
- Przemysław Branny
- Krzysztof Tyniec

- Orkiestra Symfoniczna im. Karola Namysłowskiego
- dyrygent: Zbigniew Górny

sekcja w składzie: 
- Wojciech Olszewski - piano
- Marcin Górny - piano
- Piotr Kończal – perkusja
- Michał Pietrzak – gitara
- Marcin Francuzik – gitara basowa

prowadzenie: Katarzyna Jamróz i Krzysztof Tyniec

### V Zamojski Festiwal Kultury - 2011
8-11 września

### VI Zamojski Festiwal Kultury „arte, cultura, musica e…” - 2012
6-9 września

### VII Zamojski Festiwal Kultury „arte, cultura, musica e…” - 2013
6-8 września

### VIII Zamojski Festiwal Kultury „arte, cultura, musica e…” - 2014
13-15 czerwca

### IX Zamojski Festiwal Kultury „arte, cultura, musica e…” - 2015
13-14 czerwca

### X Zamojski Festiwal Kultury „arte, cultura, musica e…” - 2016
30-31 lipca

### XI Zamojski Festiwal Kultury „arte, cultura, musica e…” - 2017
10 czerwca "Włoska Noc Operowa" 
11 czerwca "Dire Straits Symfonicznie"

### XII Zamojski Festiwal Kultury „arte, cultura, musica e…” - 2018
12 czerwca